# Caracol Radio
Caracol Radio és un sistema d'estacions de ràdio que cobreix tot el territori colombià. Des de 2003 és propietat del grup espanyol PRISA. Els seus principals competidors són Blu Radio i RCN Radio.

## Història
Caracol Radio va néixer a Medellín en 1948 com a Cadena Radial Colombiana S.A., quan el 50% d' Emisoras Nuevo Mundo (fundada en 1945 per la Sociedad de Radiodifusión Interamericana) de Bogotá fou adquirit per La Voz de Antioquia. A finals d'aquell any es va unir Radio Cacique d'Ibagué i en la dècada de 1950 s'uniren Emisoras Fuentes de Cartagena de Indias, Emisoras Unidas de Barranquilla i la Radiodifusora de Occidente de Cali. Entre 1955i 1963, s'uneixen Radio Comercio i Radio Visión de Medellín (d'aquesta emissora una de les seves veus més reconegudes i que encara es manté és la de Manolo Bellon). Es destaca d'aquesta època les primeres transmissions exclusives de la Volta a Colòmbia. En 1986, va adquirir el Núcleo Radial Bienvenida i es va enfortir en 1990 amb la compra de Radio Sutatenza, la qual la reformata a la cadena bàsica. La freqüència actual de Bogotà 810 AM, va pertànyer entre 1947 i 1990 a aquesta emissora, ja desapareguda.
La seva primera radiofórmula en AM va ser Radio Reloj, que va començar en 1951 només per a desaparèixer en el 2008, i en FM va ser Caracol Estéreo, que va iniciar transmissions en 1973 i en 2003 (amb l'arribada de PRISA) va canviar al format W Radio. Altres radiofórmules desaparegudes van ser Radio Deportes (que va durar 13 anys, des de 1983 gind 1996), Nota Estéreo, Musicar FM (en aliança smb Carvajal S. A.), Bienvenida Estéreo, Radionet, Corazón Estéreo, Radio 15, La Voz de Colombia AM, La Deportiva, La Vallenata y Radio Recuerdos. Al mateix temps, es va destacar per llançar la primera emissora de ràdio infantil, Colorín Colorradio, en 1992 (va sortir de l'aire en 2006 i finalment va desaparèixer en 2013), i una de les primeres radiofórmules juvenils, Radio Visión en 1960; també destacà Radio Mercadeo, considerada la primera emissora 24 hores dedicada a oferir productes i serveis molt similar a les televendes. Aquesta emissora només va operar a Bogotà en la freqüència 1220 AM; temps després la freqüència va ser venuda a Radio María Internacional.
La cadena va pertànyer, primer, a Coltejer, que era propietària de la Voz de Antioquia, després a un grup d'empresaris encapçalat per Fernando Londoño Hainaut i Alfonso López Michelsen, i des de 1987 al Grup Empresarial Bavaria de l'industrial Julio Mario Santo Domingo. En 1999, Promotora de Informaciones S. A. va comprar el 19 % de la companyia amb l'objectiu de crear una xarxa llatina de radiodifusió; en el 2004, i com a conseqüència de reajustaments econòmics, el Grup Bavaria va lliurar el control de la cadena al Grup PRISA i mesos després va vendre el 17% que encara conserven algunes de les seves empreses s Grupo Latino de Radio SL, que actuava com a holding del grup radial. D'aquesta manera, Caracol Radio deixà de tenir vincles empresarials amb Caracol Televisión, però tenen conveni d'ús de marca conjunt.
En la cadena bàsica, els seus programes més tradicionals i reconeguts són 6 AM Hoy por Hoy, informatiu matutí dirigit pel periodista Gustavo Gomez i La Luciérnaga, programa d'humor, notícies i actualitat nacional que es transmet en les tardes, dirigit per Gabriel de las Casas. Altres formats històrics desapareguts són: La Polémica, Monitor, El Manicomio de Vargas Vil, Noche Buenos Días, Enigmas del Mundo, Todo Fútbol (transmès des de la cadena bàsica en conjunt amb Radio Deportes, i finalment amb Radionet), el Combo Deportivo de Caracol i Pase la Tarde con Caracol.
El 12 d'agost de 2010, a les 5.30 (hora local de Colòmbia), la seva seu principal és atacada amb un cotxe-bomba; l'explosió es va escoltar en el programa 6 AM Hoy por Hoy de la Cadena Básica; a més, la W Radio Colombia, Los 40 Principales i Radioacktiva es trobaven transmetent en aquest instant. Les FARC van reivindicar l'atemptat.
El seu president va ser Ricardo Alarcón, que va deixar la companyia al març de 2017 i el seu director general és Jose Ignacio Reglero. Van ser directors generals de la companyia Cristian Dieb i Juan Manuel (Jon) Ruiz Ituarte.
Al setembre del 2018, Caracol Radio va complir 70 anys a l'aire amb l'especial "70 años en compañía", celebrant al màxim.

## Seu

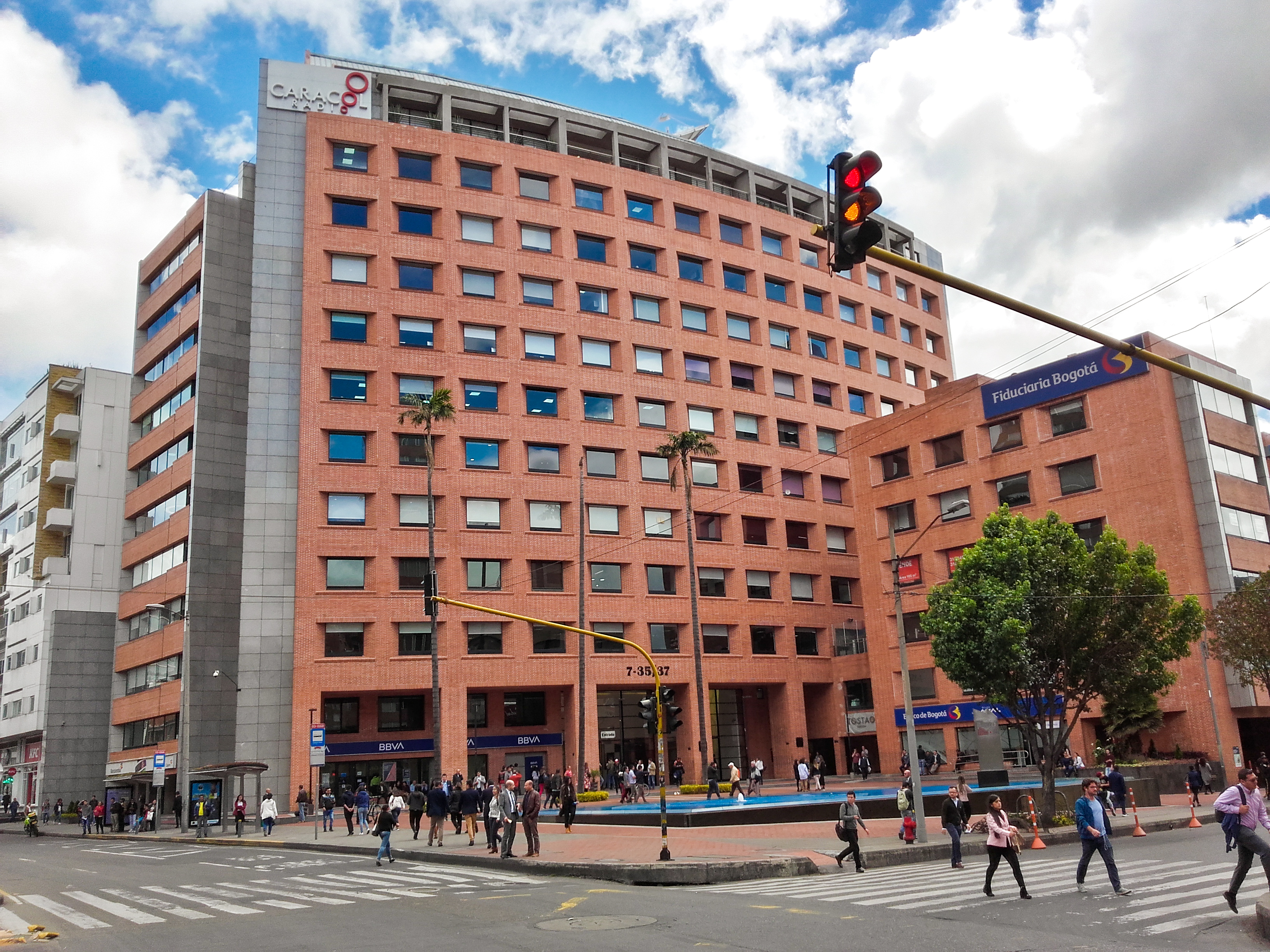
Seu principal a Bogotà

En els seus primers anys a Bogotà, la seu quedava en el centre al carrer 19 entre les carreres vuitena i novena. A l'inici de la dècada dels anys noranta es va traslladar progressivament a la Zona Industrial de Puente Aranda (Carrera 39 A # 15 - 81) en instal·lacions que van pertànyer a Radio Sutatenza. Allí va romandre la seu principal de Caracol Radio fins a juny de 2005. Des de llavors, les oficines principals de Caragol Ràdio estan al Carrer 67 amb Carrera Séptima en Bogotá.

## Emissores
Aquestes són les emissores que pertanyen a la Cadena Caracol: Radioacktiva, Tropicana, Q'Hubo Radio, W Radio, Bésame, Oxígeno, Radio Santa Fe i LOS40 i les seves senyals de satèl·lit Caracol Radio Satelital i W Radio Satelital.
Caracol Radio cobreix tot el territori nacional amb estacions en les capitals del país, des d'on també originen informatius locals i connecten amb la cadena bàsica per a informar en cada regió.

## Eslògans
- 1948 - 1955: Caracol, Primera Cadena Radial Colombiana.
- 1955 - 1982: Caracol, Radiodifusión de Prestigios.
- 1982 - 1987: Caracol, La Gran Compañía.
- 1987 - 2004: Más Compañía.
- 2004 - 2008: Vive la vida /Se escucha más.
- 2008: Caracol Radio 60 años. Muchas vidas, una sola radio.
- Des de 2008: Más compañía.